# Mashare

Wahlkreiskarte von Mashare

Mashare ist eine Ansiedlung und Verwaltungssitz des gleichnamigen Wahlkreises in der Region Kavango-Ost im Nordosten Namibias. Sie liegt etwa 50 Kilometer östlich der Regionalhauptstadt Rundu am Okavango, im Norden des Wahlkreises.
Mashare war bis Anfang der 1980er Sitz eines Leprosoriums. Dieses wurde mit Intensivierung des namibischen Befreiungskampfs geschlossen. Es war Heimat von tausenden Lepra-Patienten aus Namibia, Angola und Botswana. Bis heute (Stand 2018) beheimatet Mashare weiterhin die meisten Lepraerkrankten im Land, die sich hier freiwillig als Gemeinschaft zusammengetan haben.